# TILLING
TILLING, abgekürzt für engl. Targeting Induced Local Lesions in Genomes (gezielt induzierte lokale Läsionen in Genomen), ist der Name einer molekularbiologischen Methode, mit deren Hilfe Punktmutationen in einem bestimmten Gen gezielt identifiziert werden können.

## Begriffsähnlichkeit
Der Name sollte nicht mit dem Begriff Tiling in multiplexierten DNA-Sequenzierungstechnologien verwechselt werden, wo er die sich „kachelartig“ (engl. tile = Kachel) bzw. kaskadenartig-versetzt überdeckende Anlagerung mehrerer Oligonukleotid-Primer gegen die zu bestimmende Zielsequenz beschreibt.

## Funktionsweise
Die TILLING-Methode kombiniert eine Standardtechnik, nämlich die Mutagenese mittels Ethylmethansulfonat (EMS), mit einem neuartigen Screening-Verfahren, das auf dem Erkennen von Mismatch-Hybridisierung durch HPLC beruht. Sie wurde mit Hilfe des Restriktionsenzyms Cel-I optimiert, das doppelstränge DNA an Stellen mit fehlgepaarten Basen (Mismatch) schneidet.

## Anwendung
Die Methode wurde im Jahr 2000 für das Arabidopsis-Genom vorgestellt und wurde seitdem auch auf andere Organismen angewandt.
Traditionelle Mutagenese-Screens, wie die EMS-Mutagenese, können Punktmutationen setzen. Die Identifikation dieser Punktmutationen in dem zu mutagenisierenden Gen nimmt jedoch sehr viel Zeit in Anspruch.
Die TILLING-Technologie ermöglicht das Testen von vielen potenziellen Mutanten gleichzeitig im Hochdurchsatz. Es können jedoch nur Mutationen in einem bekannten Stück DNA gefunden werden, für die bereits spezifische Primer hergestellt wurden.
Eine zusätzliche Anwendung besteht im Auffinden von SNPs, deren Position und DNA-Sequenz anschließend als nützliche Informationen in entsprechenden Genom-Datenbanken integriert werden.
Das TILLING wird manchmal auch als Alternative zur Grünen Gentechnik angeführt, da hiermit ohne artfremde Gene Ergebnisse erzielbar sind, die gewissen Resultaten aus gentechnischen Verfahren nahekommen. So wurde zum Beispiel eine Kartoffel erzeugt, in der das Gen inaktiviert ist, welches unerwünschte Amylosestärke produziert. Ein Produkt der Grünen Gentechnik mit vergleichbaren Eigenschaften ist Amflora. Da beim TILLING die Artgrenze nicht überschritten wird, ist diese Methode akzeptabel für Organisationen wie Greenpeace, welche die Grüne Gentechnik ablehnen. Neuartige Merkmale wie Insektenresistenz durch Bt-Toxine sind nicht möglich.
Die Behandlung der Pflanzen mit mutationsauslösenden Chemikalien beim TILLING erzeugt eine große Zahl von Punktmutationen. Daher müssen nicht nur die gewünschten Merkmale gefunden werden, die Pflanzen verlieren auch nützliche Eigenschaften, die durch langjährige Züchtung mit Hochleistungssorten zurückgekreuzt werden. Im Fall der Amflora-Alternative dauerte dies sechs Jahre. In der EU können durch TILLING erzeugte Pflanzen wie konventionell gezüchtete auf den Markt gebracht werden, in Kanada müssen sie einen Zulassungsprozess wie gentechnisch veränderte Sorten durchlaufen.